# Kapornak
Kapornak (szlovénül: Krplivnik) többségében magyarok által lakott település a Muravidék északi részén, Szlovéniában, Őrihodos mellett. Közigazgatásilag Őrihodos községhez (járáshoz) tartozik.

## Fekvése
Muraszombattól 30 km-re északkeletre, közvetlenül a magyar határ mellett, a Nagy-Kerka jobb oldali mellékvize, a Kapornaki-patak partján fekszik. Kapornak és Domafölde részekből áll. Néprajzilag az Őrség része.

## Története
A települést 1428-ban "Kapornok in districtu Ewrseg" alakban említik először. Az Őrség része volt, mely egykor külön közigazgatási terület volt a vármegyében külön elöljárókkal, külön szervezeti szabályokkal bírt. A hozzá tartozó a 18 község  csak bizonyos esetekben ismerte el a vármegyét felettes hatóságának. Legfőbb elöljáróját őrnagynak, vagy ispánnak nevezték. Az őrnagy alatt állott a 18 község által választott 12 esküdt s ezek az őrnaggyal együtt alkották az Őrség bírósági és közigazgatási hatóságát. Az Őrség lakossága valaha határőri szolgálatot teljesített ezért volt katonai szervezete. Ezzel összefüggésben kiváltságokat élvezett. Zsigmond király az Őrséget 1391-ben, illetve 1393-ban Németújvár és tartozékai, illetve Zalafő és tartozékai néven a Sárai családnak adta. 1461-ben a terület az Újlaki családé lett. 1524-ben amikor Újlaki Lőrinc örökös nélkül elhalálozott, II. Lajos király a Batthyány családnak ajándékozta. Ettől kezdve a Batthyány család birtoka volt.
Közigazgatásilag Kapornakhoz tartozik, de tőle földrajzilag jól elkülönül Domafölde település. Az 1800-as évek közepén egyesítették Kapornakkal.
A győri egyházmegye 1698-as vizitációjában a település "Capornak" néven, mint a hodosi Szent András plébániához tartozó falu szerepel. 1890-ben a falunak 210 lakosa volt, ebből 204 magyar, 4 szlovén és 2 német.
Vályi András szerint " KAPORNAK. Magyar falu Vas Várm. földes Ura G. Battháni Uraság, lakosai katolikusok fekszik Hodoshoz nem meszsze, mellynek filiája, határja szoross, földgye sovány."
Fényes Elek szerint "Kapornak, magyar falu, Vas vmegyében, ut. post. Lövő, 88 evang. 20 ref. 14 kath. lak. Többen birják."
Domafölde, magyar falu 10 kath., 15 ref., 16 evang. lak.
Vas vármegye monográfiája szerint " Kapornak, ősnemes őrségi község, 48 házzal és 210 r. kath., ev. ref. és ág. ev. magyar lakossal. Postája Kercza, távírója Szt.-Gotthárd."
1800 és 1849 illetve 1860 és 1872 között az Őrségi, majd 1920-ig a Szentgotthárdi járáshoz tartozott.
A Trianoni Szerződés következményeként a Szerb–Horvát–Szlovén Királysághoz csatolták, mely 1929-ben a Jugoszlávia nevet vette fel. 1921-ben 252 lakosából 235 magyar, 11 szlovén, 6 egyéb hovatartozású volt. Közülük 52 katolikus, 150 evangélikus és 50 református vallású. Az 1931-es népszámlálás során 240 lakost találtak itt. 1941-ben újra visszakerült Magyarországhoz, majd 1945 után ismét Jugoszlávia része lett. 1961-ben 208 lakosa volt. 1971-ben 183 lakosa, 49 háza és 48 háztartása volt, lakói főként mezőgazdaságból éltek. 1991-ben, Szlovénia függetlenségének kikiáltása óta az ország része. 2002-ben a településnek 105 lakója volt.

## Nevezetességei
- Őrségi Néprajzi Gyűjtemény az egykori Skerlak házban (Kapornak 6. sz.)
- Öko-ház, Kapornak 17. szám alatt.